# Limnophyes opimus
Limnophyes opimus är en tvåvingeart som beskrevs av Wang och Ole Anton Saether 1993. Limnophyes opimus ingår i släktet Limnophyes och familjen fjädermyggor. Inga underarter finns listade i Catalogue of Life.